# Francesco Carafa della Spina di Traetto
Pour les articles homonymes, voir Carafa.
Pour les autres membres de la famille, voir Famille Carafa.
Francesco Carafa della Spina di Traetto, né le 29 avril 1722 à Naples, dans l'actuelle région Campanie, alors capitale du royaume de Naples et mort le 20 septembre 1818 à Rome, est un cardinal italien du XVIIIe siècle.

## Biographie
Francesco Carafa della Spina di Traetto est nommé archevêque titulaire de Patras en 1760, avant d'être envoyé comme nonce apostolique à Venise. Il est secrétaire de la Congrégation des évêques en 1766.
Le pape Clément XIV le crée cardinal lors du consistoire du 19 avril 1773. Il participe au conclave de 1774-1775, lors duquel Pie VI est élu pape et à celui de 1799-1800 (élection de Pie VII). 
Le cardinal Carafa est ensuite nommé préfet de la Congrégation des évêques et envoyé comme légat apostolique à Ferrare. Il est emprisonné par les Français et enfin banni vers Naples.
Francesco Carafa est membre de la Congregzione deputata per gli acquisti fatti nel tempo della rivoluzione. Pendant l'occupation de Rome par les Français en 1809-1814, il se réfugie dans le couvent de Saint-Philippe de Neri Montalbaddo en Marches.
Il meurt le 20 septembre 1818 après un cardinalat de 45 ans et 154 jours, d'avril 1773 à septembre 1818, ce qui en fait un des plus longs de l'histoire.
Francesco Carafa est de la famille du pape Paul IV et du pape Paul V (par sa mère). Il est l'arrière-grand-oncle du cardinal Domenico Carafa della Spina di Traetto (1844). Les autres cardinaux de la famille sont Filippo Carafa della Serra (1378), Oliviero Carafa (1467), Gianvincenzo Carafa (1527), Gian Pietro Carafa (1536), devenu pape sous le nom de Paul IV, Carlo Carafa (1555), Diomede Carafa (1555), Alfonso Carafa (1557), Antonio Carafa (1568), Decio Carafa (1611), Pier Luigi Carafa (1645), Carlo Carafa della Spina (1664), Fortunato Ilario Carafa della Spina (1686), Marino Carafa di Belvedere (1801) et Domenico Carafa della Spina di Traetto (1844).